# Yangambi
Yangambi – miasto w Demokratycznej Republice Konga, w prowincji Ubangi Północne.